# چاه خلیل براتی
چاه خلیل براتی یک منطقهٔ مسکونی در ایران است که در دهستان هرابرجان واقع شده‌است.